# Abimelech (König von Gerar)
Abimelech ist der König der Philisterstadt Gerar zur Zeit Abrahams.

## Darstellung im Tanach/Alten Testament
In der Abrahamserzählung Gen 20–21  ist Abimelech König von Gerar. Die Parallelerzählung zu Isaak (Gen 26 ) nennt ihn darüber hinaus „König der Philister“. Beide Erzväter kommen wegen einer Hungersnot in sein Herrschaftsgebiet und geben ihre Frauen als ihre Schwestern aus. Abimelech erkennt diese Lüge – im Falle Abrahams durch ein göttliches Traumgesicht – und erweist sich wider Erwarten als äußerst großzügig gegenüber den Flüchtenden. Mit beiden Vätern schließt Abimelech einen Bund (Gen 21,27  und Gen 26,28 ). Die Geschichte gipfelt in der Errichtung einiger Brunnen durch Isaak, dessen wichtigster den hebräischen Namen „Sieben“ bzw. „Eid“ erhält, worauf die Namenstradition des Ortes Be’er Scheva („Brunnen des Eides“) zurückgeht.

## Interpretation

### Gen 20
Gen 20 ist mit den beiden folgenden Kapiteln (21 und 22) durch verschiedene Besonderheiten verknüpft:
- Die Erzählungen spielen im Süden Judas.
- Der Erzähler verwendet Elohim (statt Adonai) als Gottesname.
- Das Handlungsgerüst ist ähnlich (eine Person ist jeweils in Todesgefahr, aber Gott greift ein, um die Person am Leben zu erhalten).

Gen 20 greift das Thema aus Gen 12,10–20 erneut auf. Dabei gibt es verschiedene Gemeinsamkeiten und Unterschiede. Die beiden Stellen haben folgende Gemeinsamkeiten:
| Gen 12 V. | Gen 12,10–20                                                                 | Gen 20 | Gen 20 V. |
| 11f       | Abram gibt seine Frau Sarai als Schwester aus.                               | Abraham gibt seine Frau Sarah als Schwester aus.                                                                                                  | 2         |
| 14f       | Der fremde Herrscher (Pharao) nimmt sie zu sich.                             | Der fremde Herrscher (Abimelech) nimmt sie zu sich.                                                                                               | 2         |
| 17        | Das Herrscherhaus wird vorübergehend von Gott geplagt, solange Sarai da ist. | Das Herrscherhaus wird vorübergehend mit Zeugungsunfähigkeit Abimelechs bzw. Gebärunfähigkeit aller Frauen am Hof bestraft, solange Sarah da ist. | 17f       |

Es gibt aber auch einige Unterschiede:
| Gen 12 V. | Gen 12,10–20 | Gen 20 | Gen 20 V.                   |
| 10        | Abram und Sarai ziehen aufgrund einer Hungersnot ins Ausland.                                                              | Der Grund für die Migration Abrahams und Sarahs wird nicht angegeben. Eine Hungersnot kann nur unwahrscheinlich der Grund sein, weil sie wohl ganz Südpalästina betroffen hätte und der Ortswechsel nach Gerar dann wohl keine Aussicht auf mehr Nahrung gehabt hätte. | 1                           |
| 11–13     | Abram gibt seine Frau Sarai als Schwester aus, weil er befürchtet, die Ägypter könnten ihn töten, um seine Frau zu nehmen. | Es wird kein Grund angegeben, warum Abraham seine Frau als Schwester ausgibt. Die Schönheit kann jedenfalls für die hochbetagte Sarah höchstwahrscheinlich nicht mehr der Grund sein.                                                                                  | vgl. Gen 18,13; 17,17; 21,5 |
| 17f       | Es geht aus der Erzählung nicht hervor, woher Pharao weiß, dass es sich in Wirklichkeit um Abrahams Frau handelt.          | Ein Einschub erklärt, wie der König davon erfährt, dass es sich in Wirklichkeit um Abrahams Frau handelt. | 3–7                         |
| 18f       | Abrams Schweigen nach den Vorwürfen des Pharaos kann als Schuldeingeständnis gedeutet werden.                              | Ein weiterer Einschub versucht, Abrahams Verhalten weitestgehend zu plausibilisieren und zu entschuldigen. | 10–13                       |
| 19        | Hier erscheint die Aussage als Lüge Abrams und Sarais.                                                                     | Hier wird die Lüge in eine Halbwahrheit verwandelt (Sarah sei die Halbschwester Abrahams). | 12                          |
| 16        | Der Pharao beschenkt Abram, bevor die Wahrheit ans Licht kommt.                                                            | Abraham erhält die königlichen Geschenke erst nach Aufdeckung des tatsächlichen Sachverhalts – er verdankt also den Reichtum nicht einer Lüge. | 14                          |

Wenn man sich fragt, was denn nun aber die Intention des Autors war, so geht Köckert davon aus, dass er Abraham und Sarah als die ersten Juden in der Diaspora porträtieren möchte. Es wird betont, dass sie sich dort lange aufhalten. Auch der Ortsname „Gerar“ hat gewisse Ähnlichkeiten zu dem hebräischen Verb „gur“ (sich als Fremder/Schutzbüger aufhalten). An diesem fremden Ort gibt es entgegen Abrahams Erwartung Gottesfurcht: Abimelech ist unschuldig, verhält sich völlig korrekt und ist am Ende noch großzügig (die Zahlung entspricht etwa 11,5 kg Silber und auch das Bleiberecht ist generös). Gott würdigt Abimelech sogar mit einer Gottesrede im Traum. Die prophetische Rolle Abrahams liegt hier weniger in der Vorhersage zukünftiger Ereignisse, sondern im Fürbitte-Gebet. Der geschlossene Eid zwischen Abraham und Abimelech wird nicht bei „seinem“ Gott geschworen, sondern bei „Gott“, der hier schon als Weltherrscher gedacht ist. Die Erzählung möchte also das Verhältnis von Israel zu den Völkern im nichtjüdischen Ausland (am Beispiel vom Verhältnis Abrahams zu Abimelechs) sowie das Verhältnis Gottes zu anderen Völkern (am Beispiel des göttlichen Verhaltens gegenüber Abimelech) exemplarisch thematisieren. Der wohl perserzeitliche Autor respektiert das Verbot der Mischehen (z. B. Esr 9), ist aber auch gegen eine radikale Abgrenzung von Juden und Nicht-Juden.
Andere, insbesondere Verfechter des ursprünglichen Quellenmodells, halten eine Verfassung in der späteren Königszeit für wahrscheinlich. Sie sei dann von dem Elohisten Ende des 7. Jh.s geschrieben worden, als im Jahre 701 v. Chr. Jerusalem auf wundersame Weise gerettet wurde. Daher spiegeln alle drei Kapitel (Gen 20–22) eine durch Gott herbeigeführte Rettung aus einer Todesgefahr und vor-deuteronomistische Sprache (Abimelech, Ismael, Isaak) wider. Ein weniger umstrittener Konsens besteht darin, dass Gen 20–22* wohl größtenteils von einem Autor stammt.

### Gen 21,22–34
Diese Erzählung von einem Bund zwischen Abraham und Abimelech schloss ursprünglich an die erste Erzählung an, bei der es um einen Freundschaftsbund in Gerar ging. Hier geht es nun aber um einen Brunnenstreit: Abrahams Brunnen wurde von Abimelechs Sklaven gewaltsam übernommen. Als Abimelech davon hört, beteuert er sein Unwissen und seine Unschuld. Abraham stellt sieben (שֶׁבַע) Lämmer besonders, worin eine implizite Namensbegründung liegt (בְּאֵר שָׁבַע = Siebenbrunnen). Die explizite Namensätiologie liegt darin, dass sie dort miteinander geschworen (נִשְׁבְּעוּ) haben (בְּאֵר שָׁבַע = Schwurbrunnen). Abraham übernimmt also wieder den Brunnen in Beerscheba und pflanzt dort einen Tamariskenbaum, wobei er Adonai als den ewigen Gott anbetet. Später baut Isaak hier auch einen Altar. Köckert sieht in dieser Geschichte Gebietsansprüche der Juden der Perserzeit, in deren Gebiet Beerscheba nicht mehr liegt.